# Roh Tae-woo
Roh Tae-woo (kor. 노태우, ur. 4 grudnia 1932 w Taegu, zm. 26 października 2021 w Seulu) – południowokoreański generał i polityk, szósty prezydent Korei Południowej (1988–1993), przewodniczący Partii Sprawiedliwości Demokratycznej.

## Życiorys

### Młodość
Urodził się 4 grudnia 1932 w Taegu.

### Zamach stanu (1979)
Brał udział w zamachu stanu (wraz z Chun Doo-hwanem) w październiku 1979 kiedy to prezydent Park Chung-hee został zastrzelony, a na fotelu prezydenckim zasiadł Choi Kyu-ha. Roh był współodpowiedzialny za stłumienie rewolty w Kwangju (później oskarżony za swą działalność). Od początku lat 80. XX wieku Roh pełnił wiele znaczących funkcji – był ministrem ds. bezpieczeństwa i polityki, ministrem sportu i spraw wewnętrznych, a od 1983 przewodniczącym Komitetu Organizacyjnego Igrzysk Olimpijskich.

### Dojście do władzy
W 1986 roku nasiliły się fale demonstracji (jedna z przyczyn – obalenie reżimu F. Marcosa na Filipinach) – opozycja domagała się odwołania Chun Doo-hwana. Chun Doo-hwan, w momencie gdy jego kadencja chyliła się ku końcowi, wyznaczył Roh Tae-woo jak reprezentanta swej partii w wyborach (sprowokowało to kolejne zamieszki).
Przeprowadzone wybory okazały się zwycięskie dla Roh Tae-woo – uzyskał 37% poparcia (przy 89,2% frekwencji). Do jego sukcesu na pewno przyczyniły się igrzyska olimpijskie w Seulu – Koreańczycy chcieli uniknąć rozruchów podczas imprezy oraz wiążącej się z tym ewentualnej kompromitacji w oczach całego świata. Woleli poprzeć istniejący reżim, mający być gwarancją spokoju, aniżeli ryzykować jakąkolwiek radykalną zmianę. W kampanii wyborczej zresztą Roh Tae-woo przyjął ugodowy ton, próbując zjednać sobie sympatię społeczeństwa w dużym stopniu sympatyzującego z ruchami rewolucyjnymi. Przedstawił 8 punktowy program wyborczy, który zakładał: wprowadzenie powszechnych wyborów; rozpoczęcie procesu demokratyzacji; przywrócenie praw obywatelskich Kim Dae-jungowi (zwolnił go z aresztu domowego bardzo szybko bo już w lipcu 1987 roku) i innym więźniom politycznym; zapewnienie ochrony praw człowieka; zniesienie cenzury; rozszerzenie autonomii lokalnej; zezwolenie na szersze działanie partii politycznych; przeprowadzenie reform społecznych.
Opozycja również przyczyniła się do zwycięstwa Roh Tae-woo – wystawiła 2 kandydatów (Kim Yeong-sam i Kim Dae-jung), z których każdy zdobył odpowiednio 28% i 27% (jeden kandydat prawdopodobnie miałby szansę pokonania Roh Tae-woo).
W lutym 1988 Roh Tae-woo rozpoczął swą prezydenturę, opartą na konstytucji, skonstruowanej według następujących zasad: oddzielenie wojska od polityki, 5 letnia kadencja prezydenta, brak możliwości reelekcji, większa kontrola parlamentu nad prezydentem, ochrona praw człowieka, parlament zyskał możliwość dochodzeń w sprawach państwowych.

### Rządy
Za rządów Roh Tae-woo utrzymywał się stały wzrost gospodarczy, oscylujący w granicach 8-10%. Jako prezydent Roh Tae-woo zręcznie kontrolował opozycję, jego rządy miały wręcz manipulatorską formę, aczkolwiek w swych działaniach nie uciekał się do terroru. Próbował zjednać opozycję, ustabilizował sytuację wewnętrzną. Igrzyska olimpijskie w Seulu (1988) stanowiły sukces w Korei Południowej, przyczyniając się do ugruntowania pozycji międzynarodowej Korei i ukazania światu rozwoju gospodarczego tegoż państwa.
W polityce zagranicznej Roh Tae-woo odniósł wiele znaczących sukcesów: nawiązał stosunki dyplomatyczne z Chińską Republiką Ludową w celu normalizacji i stabilizacji sytuacji w regionie; unormował stosunki z Rosją (sam prezydent Borys Jelcyn przeprosił za zestrzelenie samolotu koreańskich linii lotniczych przez siły radzieckie); opowiedział się za członkostwem obu państw koreańskich w ONZ; opowiadał się za utworzeniem z Płw. Koreańskiego strefy beznuklearnej; próbował unormować stosunki z Koreą Północną (powołanie dwustronnych komisji ds. polityki wojskowej, gospodarczej, biur łącznikowych, tryb łączenia rodzin koreańskich).
Formę jego rządów można określić mianem prawicowego wojskowego autorytaryzmu zmierzającego ku demokracji.
Jego następcą został Kim Yung-sam, który stał się pierwszym od 30 lat cywilnym prezydentem.

### Po zakończeniu prezydentury
Współuczestnictwo Roh Tae-woo w tłumieniu rewolty w Kwangju kładło cień na cały okres jego rządów. Nasilona kampania społeczna doprowadziła do aresztowania w 1995 roku Roh Tae-woo i Chun Doo-hwana – wytoczono im proces o łapówkarstwo, korupcję, później dodano zarzuty zdrady, buntu przeciw legalnej władzy, uznano ich winnymi zamachu stanu. Początkowo skazano Chun Doo-hwana na karę śmierci, a Roh Tae-woo na 22,5 lat pozbawienia wolności, po apelacji kary zmniejszono odpowiednio do dożywotniego pozbawienia wolności i 17 lat, a ostatecznie w 1997 roku ustępujący prezydent Kim Yung-sam i prezydent elekt Kim Dae-jung osiągnęli porozumienie, w wyniku którego w drodze łaski obydwu generałom darowano kary. Chun Doo-hwan wraz z żoną resztę swego życia spędza w buddyjskim klasztorze, pokutując za swe grzechy.
Mimo że Roh Tae-woo razem ze swoją żoną byli pobożnymi buddystami finansującymi buddyjskie świątynie, w 2010 roku nawrócili się na chrześcijaństwo przez swoją córkę Soyoung Noh, dyrektorkę Centrum Sztuki Nabi, która także nieco wcześniej nawróciła się na protestancki nurt chrześcijaństwa. Zmarł 26 października 2021, a jego pogrzeb odprawił pastor Kang-seok So, z Kościoła prezbiteriańskiego Sae Eden.